# Chesho Rinpoche
| Tibetische Bezeichnung                     |
| ------------------------------------------ |
| Wylie-Transliteration: che shos rin po che |
| Chinesische Bezeichnung                    |
| Vereinfacht: 却西活佛; 却西仁波切          |
| Pinyin:Quexi huofo; Quexi renboqie         |

Chesho Rinpoche (tib. che shos rin po che) ist eine wichtige Inkarnationsreihe des Kumbum-Klosters, eines Klosters der Gelug-Schule des tibetischen Buddhismus in Qinghai. Es sind fünf Vertreter des Systems bekannt. Die Bezeichnung Chesho ist von einem Ortsnamen hergeleitet.
Der bekannteste Vertreter der Reihe ist der 4. Chesho Rinpoche Lobsang Pelden Lungrig Gyatsho (blo bzang dpal ldan lung rig rgya mtsho; 1934–2001), er war Vize-Vorsitzender der Chinesischen Buddhistischen Gesellschaft.
In der folgenden Übersicht sind die tibetischen Namensformen angegeben, zusätzlich in chinesischer Schreibung.

## Liste der Chesho Rinpoches
Pinyin/chin./dt. Umschrift/Umschrift nach Wylie/Lebensdaten
1. Awang Danba 阿旺丹巴 Ngawang Tenpe (ngag dbang bstan pa'i)
2. Awang Xiezhi Danbai Nima 阿旺协智丹白尼玛 Ngawang Shedrub Tenpe Nyima (ngag dbang bshad sgrub bstan pa'i nyi ma; 1787–1859)
3. Luosang Xiangqu Danbei Zhongmei 罗桑香曲丹贝仲美 Lobsang Changchub Tenpe Drönme (1861–1933)[5]
4. Luosang Huadan Longrou Jiacuo 罗桑华丹隆柔嘉措 Lobsang Pelden Lungrig Gyatsho (1934–2001)
5. Luozang Xiyi Gele Jiacuo 洛藏益西格勒嘉措 Lobsang Yeshe Geleg Gyatsho (seit 2003)[6]